# Komplementationstest
Ein Komplementationstest (entlehnt aus englisch [cis-trans] complementation test) ist in der Zellbiologie eine einfache Methode, um Genmutationen zu lokalisieren. Genetisch bedingte Veränderungen des gleichen zellbiologischen Prozesses können durch Allele des gleichen Gens am gleichen Genort zustande kommen oder aber durch solche verschiedener Gene mit anderem Genort. Mit Hilfe des Komplementationstests lässt sich oft herausfinden, ob zwei rezessive Mutationen, die zu einem ähnlich veränderten Phänotyp führen, Allele des gleichen Gens darstellen oder aber Mutationen in zwei verschiedenen Genen sind.
Für diesen Test werden zwei Mutanten miteinander gekreuzt, und die erste Folgegeneration (F1) betrachtet. Tritt in der F1-Generation die Mutation phänotypisch gar nicht in Erscheinung (wildtypischer Phänotyp), so zeigt dies an, dass sich die Auswirkungen der Mutationen gegenseitig funktionell ausgleichen (komplementieren). In diesem Fall sind es keine Allele gleichen Gens auf dem gleichen Chromosom (cis), sondern sie betreffen zwei unterschiedliche Gene, deren Genorte auf verschiedenen Chromosomen  liegen (trans).
Erscheint in der F1-Generation hingegen wieder ein veränderter Phänotyp, so bedeutet dies, dass die Mutationen nicht unabhängig voneinander vererbt wurden. Sie können dann das gleiche Gen betreffen, oder zwei benachbarte Genloci auf dem gleichen Chromosom haben.